# Suprapevná hmota
Suprapevná hmota (anglicky Supersolid) je skupenství hmoty, které je prostorově uspořádané (tj. pevná látka) se supratekutými vlastnostmi. U helia-4 se od 60. let 20. století předpokládalo, že by se mohlo vyskytovat jako suprapevná hmota. Od roku 2017 byla existence suprapevné hmoty potvrzena několika experimenty s atomovými Boseho–Einsteinovými kondenzáty.